# Quelfes
Quelfes is een plaats (freguesia) in de Portugese gemeente Olhão en telt 13.289 inwoners (2001).